# Singlish
Singlish, ook Colloquial Singaporean English genoemd, is een creooltaal gebaseerd op het Engels die in Singapore gesproken wordt.
Singlish heeft maar weinig prestige in Singapore. De Singaporese regering alsook veel inwoners keuren het gebruik ervan af en verkiezen standaardtalig Engels. De regering heeft zelfs een jaarlijkse Speak Good English Movement opgericht om het gebruik van Singlish te ontmoedigen. Ook in de media en in scholen wordt het gebruik ervan ontraden.
De woordenschat van het Singlish is gekleurd door het Engels, Maleis, Hokkien, Chaozhouhua, Kantonees, Tamil, Bengaals, Punjabi, en in mindere mate ook andere Europese, Indische en Chinese talen. Door de invloed van televisie en film zijn er ook elementen uit Amerikaans en Australisch slang in het Singlish aanwezig.
Singlish heeft een aantal varianten die soms lastig te volgen kunnen zijn voor westerlingen van buiten Singapore. Er zijn nog al wat eigen toevoegingen ontstaan door de Singaporezen, waardoor er verschillende varianten in het Singlish zijn ontstaan, voorbeeld:
- Engels: "This person's Singlish is very good."
- Mesolect: "Dis guy Singrish si bey powdehfoo wan. Hoh seh!"
- Acrolect ("Standard"): "Dis guy Singlish very powerful one."